# A Doll's House (film fra 1922)
A Doll's House er en amerikansk stumfilm fra 1922 af Charles Bryant.

## Medvirkende
- Alan Hale som Torvald Helmer
- Alla Nazimova som Nora Helmer
- Nigel De Brulier som Dr. Rank
- Elinor Oliver som Anna
- Wedgwood Nowell som Nils Krogstad
- Clara Lee som Ellen
- Florence Fisher som Mrs. Linden